# 圣玛利亚玛达肋纳堂 (罗马)

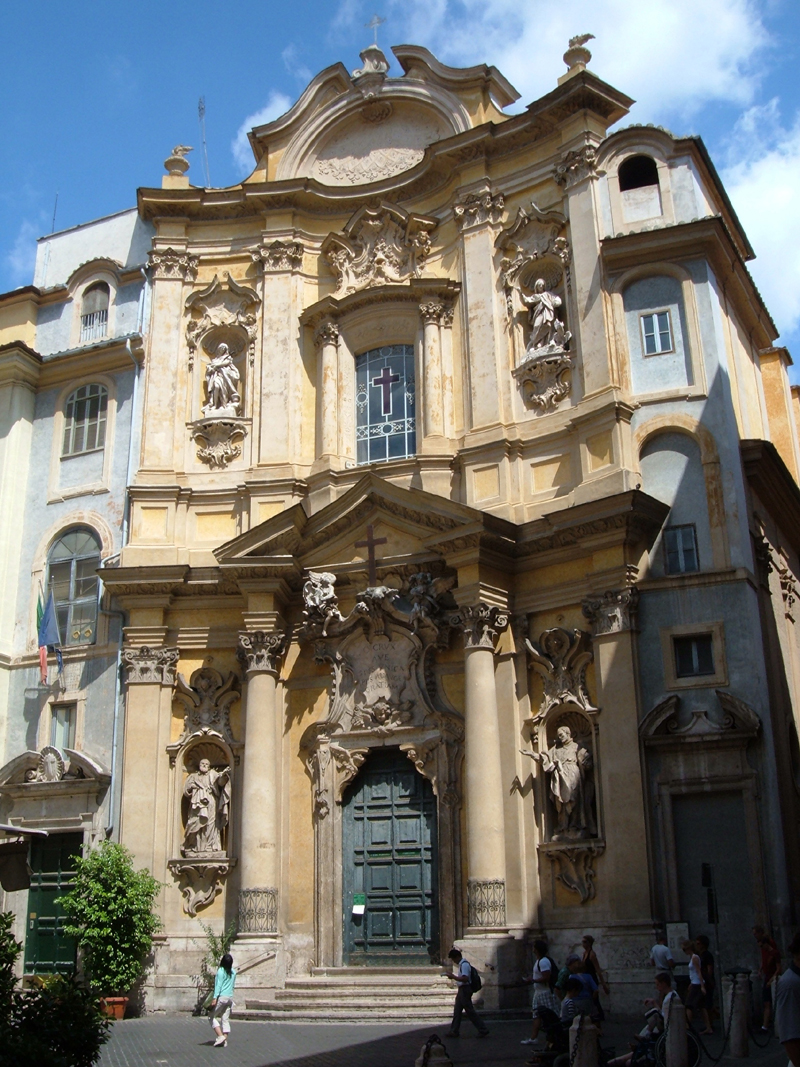
立面

圣玛利亚马达肋纳堂（Santa Maria Maddalena）是一座天主教教堂，亦為天主教修会靈醫會母堂，位于意大利罗马战神广场（Campo Marzio）地区的马达肋纳街（Via della Maddalena），可通往万神庙前的罗通达广场（Piazza della Rotonda）。

## 历史
由嘉弥禄建立的修会靈醫會, 自1586年以来在罗马此处有一座教堂，17世纪开始建造目前的教堂，于1699年完成，为 巴洛克风格。
在七十年的工程中，多位建筑师参与其中，包括卡洛·夸德里、卡洛·丰塔纳（被认为设计了圆顶）和乔瓦尼·安东尼奥·德罗西。 
不确定是谁设计了弯曲的主立面，这是大约1735年完成，立面是洛可可风格，在罗马教堂中颇不寻常。其图案让人想起博罗米尼。早期的指南书认为设计者是朱塞佩·萨尔迪。但是，在1732年至1734年，该修会的建筑师，葡萄牙建筑师曼努埃尔·罗德里格斯·多斯·桑托斯 指导完成了教堂的工程。历史学家亚历山德拉·马里诺认为，是多斯桑托斯，而不是朱塞佩·萨尔迪，完成了这极不寻常的立面装饰的设计。建筑历史学家尼娜·马洛里也坚持认为，萨迪不太可能是立面的设计者。
教堂的左边是修道院，建于1678年左右，由帕勒莫的保罗·阿马托建造，卡洛·弗朗切斯科·比扎切里在1680年代初完成。

## 内部

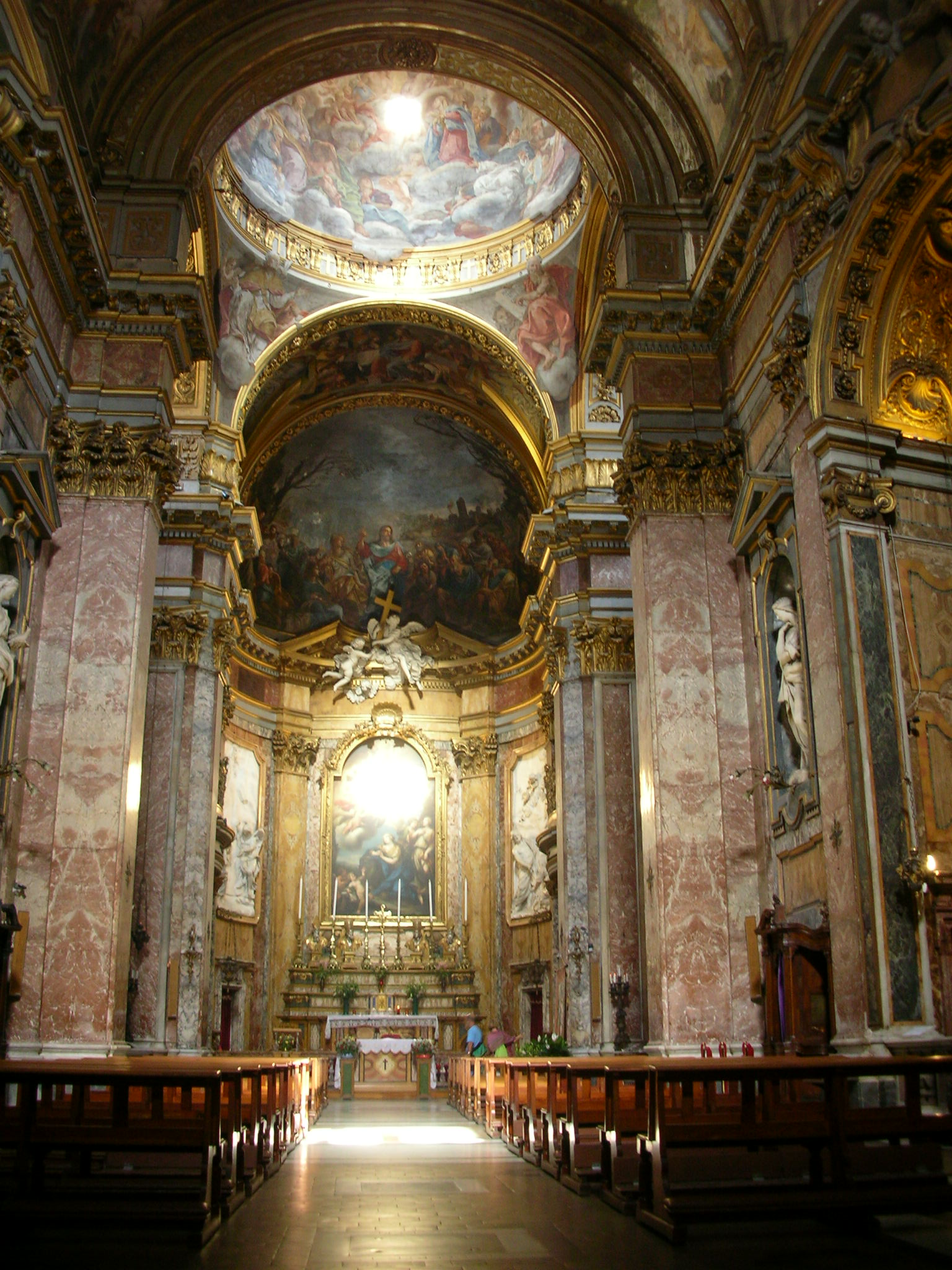
聖堂內部

内部是一个博罗米尼风格的拉长的八角形大殿，两侧各有两个小堂。
圣尼各老小堂（Cappella di San Nicola di Bari）由保罗·吉罗拉莫·德拉·托雷资助，由马蒂亚·德罗西于1690年开始，1694-96年由比扎切里完成，其色调的选择将决定18世纪中叶教堂其余部分的配色方案。 这个小堂的画作是乔凡尼·巴蒂斯塔·高里的《基督、圣母和圣尼各老》。
右边的小堂供奉圣嘉彌祿，拱顶是塞巴斯蒂亚诺·孔卡的壁画（1744年）。
在教堂里还有一幅卢卡·焦尔达诺的的画作《圣老楞佐·犹斯定与圣婴耶稣》。
洛可可风格的祭衣间装饰有精美的湿壁画、灰泥以及多色大理石。